# Gregory Helms
Gregory Shane Helms (Smithfield (North Carolina), 12 juli 1974) is een Amerikaans professioneel worstelaar die onder de ringnaam "Sugar" Shane Helms bekend was in de World Championship Wrestling (WCW) en onder de ringnaam The Hurricane in de World Wrestling Federation / World Wrestling Entertainment (WWF/WWE).
Helms is de langst regerende Cruiserweight Champion, inclusief de WWF/WWE- en WCW-versies.

## Carrière

### World Championship Wrestling
Nadat hij had geworsteld in vele onafhankelijke promoties, waaronder de Organization of Modern Extreme Grappling Arts (OMEGA) promotie opgericht door Matt en Jeff Hardy tekenden Helms en zijn vriend Shannon Moore bij World Championship Wrestling (WCW) in 1999.
In WCW kwam Helms eerste doorbraak als een deel van de heel stable 3 count met Moore en Evan Karagias. Het trio was een parodie op de populaire boy bands van die tijd en hun gimmick hield onder andere in dat ze clips maakten en optraden voor hun matches, waar hun tegenstanders hun tijdens probeerden aan te vallen voordat de match begon. Helms verliet de groep later en gebruikte de naam "Sugar" Shane Helms, en vond succes als WCW Cruiserweight Champion. Hij was de heersende Cruiserweight Champion vlak voor WCW gekocht werd door de toenmalige WWF.

### World Wrestling Federation/Entertainment
Helms veranderde, voor hij als deel van de Invasion angle naar de WWF ging als lid van The Alliance, zijn naam van Shane tot zijn voornaam Gregory om verwarring te voorkomen waarvan de WWF staf dacht dat die zou ontstaan als hij en Shane McMahon actieve leden van de organisatie waren. Tijdens die tijd veranderde zijn naam opnieuw naar Hurricane Helms, maar hij vond weinig succes tot hij het The Hurricane karakter ging gebruiken.
Helms' superheld karakter was los gebaseerd op The Green Lantern; hij heeft een tatoeage van het logo van die held op zijn rechter biceps. Zijn echte fixatie op het karakter was gebruikt in zijn The Hurricane gimmick en Helms veranderde langzaam in een volledig superheld karakter tot het punt dat hij een kostuum droeg naar de ring. Tijdens zijn tijd in locker room kleedde hij zich als een jaren 50 reporter met een bril, zijn eigen naam gebruikend, als een hommage aan Clark Kent (Superman), tot de gelijkenis in de naam van de krant waar hij voor werkte, the Daily Globe.
Oorspronkelijk een heel, geloofde Helms zelf dat hij bovenmenselijke krachten bezat. Hij zou bijvoorbeeld tegen heavyweights vechten en proberen hen te chokeslammen, maar door zijn verhoudingsgewijs kleine maat kon hij de andere worstelaars komisch gezien niet eens oppakken. In die tijd ontving zijn karakter groeide positieve fan reactie. Helms werd een face en bleek sommige tegenstanders toch te kunnen chokeslammen, waarbij hij vaak verrast werd door zijn eigen kracht. De Royal Rumble 2002 was een van de meest memorabele momenten van "bovenmenselijke kracht" van the Hurricanes ,omdat hij de ring inrende tijdens de Royal Rumble-match en probeerde (en faalde) om de megasterren van dat jaar Triple H en Stone Cold Steve Austin te chokeslammen.
Tijdens de korte tijd bij The Hurricanes stal hij Spike Dudleys vriendinnetje, Molly Holly. Zij doopte zich later om tot Mighty Molly, zijn eerste superheld hulpje. Het duo ging verschillende wegen tijdens WrestleMania X8 toen Molly een turn had tegen Hurricane en de Hardcore Titel van hem won.
Helms werd later in de WWE Draft verplaatst naar SmackDown! waarbij hij de Cruiserweight titel won van Taijri en Kidman in een triple threat match. Later in 2002 werd hij teruggeruild naar RAW en won de World Tag Team Titels met Kane. In het begin van 2003 was Hurricane betrokken in een feud met The Rock. De twee kwamen samen in fragmenten achter de schermen, waarbij The Rock refereerde aan The Hurricane als "Het Hamburgerboekje" (zijn masker is deels gelijkend aan die van het Hamburgerboefje). Deze komische feud eindigde in een match op RAW waarbij The Rock duidelijk overheerste. Toch, in een choquerende verandering (en deels door de afleidingen van Stone Cold Steve Austin) won The Hurricane zijn grootste winst van zijn carrière.

### 2003-2004
In 2003 "ontdekte" Hurricane Roseys potentieel als een superheld en doopte hem "Rosey, the Super Hero in Training" (of de S.H.I.T.). Op de aflevering van RAW op 19 juli 2004 verscheen Rosey in een nieuw kostuum en veranderde langzaam in een volledige superheld en vormde een team met zijn mentor.

### 2005
Op 1 mei 2005 tijdens Backlash versloegen Hurricane and Rosey La Résistance in de finale van een Tag Team Turmoil match om het World Tag Team Championship te winnen.
Niet lang nadat ze de titels hadden gewonnen, kwam Stacy Keibler bij Rosey en The Hurricane als hun helper, Super Stacy, maar in augustus 2005 verloren Rosey en The Hurricane Keibler als hun helper toen zij en Christy Hemme naar SmackDown! verplaatsten.
Op 5 september 2005 waren Hurricane en Rosey verslagen door Lance Cade en Trevor Murdoch, tijdens hun debuut match op RAW. Hoewel dit een niet-titel match was, verdiende het paar een titel match tijdens Unforgiven. Tijdens de titel match voerde Murdoch een elevated DDT uit op The Hurricane aan de buitenkant. De DDT zorgde ervoor dat de Hurricane last kreeg van een "stinger" (in kayfabe) en dit stond Cade & Murdoch toe om de geblesseerde Hurricane later in de match te verslaan om de World Tag Team Titels van hem en Rosey te winnen.
Het verlies van de titels was het begin van een negatieve cirkel dat het team tot een einde bracht. Weken na weken verloor het paar, vooral veroorzaakt door de blessures van Hurricane. Tijdens de aflevering van RAW op 17 oktober 2005, werd The Hurricane aangevallen door Kurt Angle op verzoek van Vince McMahon. Na de knokpartij, werd een opname laten zien waarbij Hurricane zijn masker afrukte en Rosey sloeg omdat hij hem niet had geholpen Angle weg te jagen. De volgende week kwam Hurricane niet opdagen bij een Tag Team titel match waardoor Rosey het alleen tegen de tegenstanders op moest nemen. Tijdens de match kwam The Hurricane zonder kostuum aan het begin van de entrance ramp; terugkerend naar zijn echte naam, Gregory Helms en keek toe terwijl Rosey verslagen werd door zijn tegenstanders. Na de match maakte Helms bekend dat hij het zat was om grappig te zijn voor het publiek en dat hij Rosey had gedragen als tag team partner. Dit begon de eerste heel turn voor Helms sinds zijn debuut in de WWE met de WCW/ECW Alliance.
Op de aflevering van RAW op 7 november 2005 vochten Helms en Rosey tegen elkaar in singles. Dit was Roseys laatste WWE match. Helms won de match nadat hij de Shining Wizard uitvoerde. Op WWE.com's Unlimited praatte helms over zijn frustraties dat hij in recente weken niet op RAW te zien was geweest, maar ook over het feit dat Jerry "The King" Lawler commentaar op hem had op 26 december 2005. Tijdens de RAW van 2 januari 2006 confronteerde Helms Lawler een op een met deze opmerken, waarop Lawler antwoordde dat Helms als Hurricane ten minste nog half vermakelijk wa, maar dat hij nu gewoon helemaal zoog. Helms antwoordde hierop door Lawler te slaan, die dit terug deed op Helms en hem uit de ring stuurde. Door deze confrontatie daagde Lawler Helms uit voor een match op New Year's Revolution. Helms verloor deze match na een Fist Drop.

### 2006
Tijdens de Royal Rumble 2006 won Helms het SmackDown! WWE Cruiserweight Championship (ook al was hij op dat moment een superstar op RAW) in een Open Invitational voor alle voormalige Cruiserweight kampioenen. De deelnemers waren Helms, de heersende kampioen Kid Kash, Funaki, Paul London, Jamie Noble en Nunzio. Helms won nadat hij de Shining Wizard op Funaki uitvoerde.
Hij keerde terug naar de SmackDown! show in februari 2006 en begon een feud met Nunzio, Kid Kash en de andere cruiserweights. In die tijd versloeg Helms Nunzio in een een-op-een match. De week erna zou hij zijn titel verdedigen tegen Kid Kash, maar Kash was weg vanwege een familie probleem dus Scotty 2 Hotty nam zijn plaats. Helms versloeg Scotty 2 Hotty en deed een promo over het feit dat hij beter was dan alle andere cruiserweight. Op dit moment kwamen alle cruiserweight (die in de running waren voor de titel) naar de ring en sloegen Helms in elkaar met hun specifieke moves. Later werd bekendgemaakt door SmackDown! General Manager, Teddy Long dat Helms tijdens No Way Out zijn titel moest verdedigen tegen al deze cruiserweights in een titel-match. Helms kon zijn kampioenschap behouden. Later besloot Long dat Helms zijn titel moest verdedigen tegen een cruiserweight elke week op SmackDown! om te bewijzen dat hij beter was dan alle cruiserweight. Helms eerste verdediging onder deze nieuwe regel was tegen Psicosis van The Mexicools; Helms behield de titel opnieuw door vals te spelen door de touwen.
Op de editie van SmackDown van 10 maart 2006 vertelde Teddy Long aan Helms dat hij zijn titel niet langer hoefde te verdedigen omdat hij zijn neus had gebroken. In plaats daarvan zette Long Helms in een champion vs. champion match tegen United States Champion Chris Benoit. Tijdens de match ontsnapte Helms maar net aan de Sharpshooter en verliet hij de ring. Hij werd na deze ontsnapping tegengehouden door vier andere cruiserweights - Kid Kash, Jamie Noble, Paul London en Brian Kendrick - die hem grepen en hem terug gooiden in de ring waardoor Benoit de Crossface plaatste en de match won.
Helms onderging een succesvolle operatie op zijn neus en er werd verwacht dat hij vijf tot zes weken zou missen. Tijdens deze tijd verklaarden de SmackDown!-commentatoren dat Helms een no-compete clause (een niet-vechten-clausule) in zijn contract had dat hem toestond om ring tijd te missen door een blessure. Helms keerde terug naar de ring op 28 april 2006 tijdens SmackDown! en vormde een team met MNM tegen Paul London, Brian Kendrick en Super Crazy in een six-man tag team competitie. Helms verdedigde zijn titel tijdens PPV's maar verscheen vaker op SmackDowns zustershow WWE Velocity.
Helms bleef zijn titel verdedigen tegen andere cruiserweights terwijl hij af en toe ook tegen de andere SmackDown! titel houders vocht in champion vs. champion matches. Helms vocht tegen World Heavyweight Champion Rey Mysterio op 16 juni 2006 en de United States Champion Bobby Lashley op 7 juli, waarbij hij beide matches verloor.
Hij werd voor het laatst gezien in de royal rumble 2018 waar hij snel eruit lag door John Cena.

## In het worstelen
- Finishers
  - Shining Black / Shining Wizard (Rennende enzuigiri naar een knielende tegenstander)
  - Nightmare on Helms Street / Eye of the Hurricane (Spinnende hoofdlock elleboogdrop)
- Signature moves
  - Vertebreaker (Rug aan rug dubbele underhook piledriver)
  - The Calm Before The Storm / Death Wish / Underdog (Omgekeerde Unprettier - de tegenstaller wordt rug eerst laten vallen)
  - Overcast (Vliegende nekbreker)
  - Vliegende crossbody
  - Hurrikick / Sugarsmack (Superkick)
  - Chokeslam
  - CrossFace Halo (Gekruiste armen zittende sleeper slam)
  - X-Plex (Gekruiste armen German suplex)
  - TopSpin Facebuster (Brandweerhoudgreep naar facebreaker knie smash)
  - Hammerlock Russische leg sweep
  - StrangeHold Legsweep (Gekruiste armen Russische legsweep)
  - Inverted Side Suplex (Omgekeerde side slam)
  - The Shoulder Wrecker (Omgekeerde hoofdgreep van voren naar schouderbreker op de knie)
  - Triple Facebuster (driemaal zittende facebuster)
- Managers
  - Ivory
  - "Mighty" Molly
  - Super Stacy
- Bijnamen
  - "The Suicide Bomb"
  - "The Serial Thriller"
  - "The Show"
  - "Kid"
  - "Kid Vicious"
  - "Gauge"
  - "Sugar" Shane Helms
  - "The Sensation of Innovation"
  - "IBM — Insane Bump Machine"
  - "The Nice Package"

## Prestaties
- Carolina Championship Wrestling
  - CCW Light Heavyweight Championship (2 keer)
- Carolina Championship Wrestling Alliance
  - CCWA Light Heavyweight Championship (2 keer)
- Exodus Wrestling Alliance
  - EWA Cruiserweight Championship (1 keer)
- New Dimension Wrestling
  - NDW Light Heavyweight Championship (1 keer)
  - NDW Tag Team Championship (1 keer met Mike Maverick)
- NWA Wildside
  - NWA Wildside Tag Team Championship (1 keer met Shannon Moore)
- Organization of Modern Extreme Grappling Arts
  - OMEGA Tag Team Championship (1 keer met Mike Maverick)
- Southeast Championship Wrestling
  - SCW Championship (1 keer)
  - SCW Tag Team Championship (1 keer met Mike Maverick)
- South Eastern Wrestling Alliance
  - SEWA Light Heavyweight Championship (1 keer)
- Southern Wrestling Alliance
  - SWA Light Heavyweight Championship (1 keer)
- Texas Championship Wrestling
  - TCW Texas Tag Team Championship (1 keer met Lenny Lane)
- World Championship Wrestling
  - WCW Cruiserweight Championship (3 keer)
  - WCW Hardcore Championship (2 keer; 1x met Evan Karagias en 1x met Shannon Moore)
- World Wrestling Entertainment
  - WWE Cruiserweight Championship (2 keer)
  - WWE World Tag Team Championship (2 keer; 1x met Kane en 1x met Rosey)
  - WWE European Championship (1 keer)
  - WWE Hardcore Championship (7 keer)
- World Wrestling Organization
  - WWO Light Heavyweight Championship (1 keer)
- Andere titels
  - NAPW Light Heavyweight Championship (1 keer)

## Trivia
- In de film The Squid and the Whale is een poster van The Hurricane te zien, hoewel de film zich afspeelt in de jaren 80.
- Gregory Helms gebruikte een verschillende gimmick in elk van zijn drie Cruiserweight Championship titels.
- Helms is een fan van stripboeken, Ondanks zijn tatoeage van The Green Lantern op zijn biceps, is zijn favoriete super held Black Adam
- Zijn WWE karakter The Hurricane is geïnspireerd op The Green Lantern.
- Hij is de langst regerende Cruiserweight kampioen aller tijden.
- Helms voerde de stunts uit voor acteur David Arquette in de film 'Ready to Rumble'
- Hij eet voor elke match twee Reese's Peanut Butter Cups.
- Zijn finisher Nightmare on Helms Street is gezien door sommige fans als een hommage aan Freddy Krueger en Nightmare on Elm Street hoewel dit nog betwijfeld wordt.